# Mariem Fazzani
Mariem Fazzani, née le 13 juillet 1986, est une escrimeuse tunisienne pratiquant le fleuret et l'épée. 

## Carrière
Mariem Fazzani fait partie de l'équipe féminine de fleuret médaillée d'or aux Jeux africains de 2007 à Alger,.
Elle remporte la médaille d'argent en fleuret par équipes aux championnats d'Afrique 2008 à Casablanca, et la médaille d'or au fleuret par équipes et à l'épée par équipes aux championnats d'Afrique 2009 à Dakar.